# Le Voyage cinématographique de Gaston Méliès dans les Mers du Sud et en Extrême-Orient
 (août 2020).
Pour plus de détails, voir Fiche technique et Distribution.
Le Voyage cinématographique de Gaston Méliès dans les mers du Sud et en Extrême-Orient est un documentaire réalisé par Raphaël Millet et sorti en 2015. Il est consacré au périple cinématographique en Asie-Pacifique qu’effectua le producteur et réalisateur français Gaston Méliès de juillet 1912 à mai 1913.

## Synopsis
Ce documentaire retrace le périple que Gaston Méliès, frère de Georges Méliès, effectua dans l’océan Pacifique pendant dix mois en 1912 et 1913. Embarquant à San Francisco avec son épouse Hortense et une quinzaine de collaborateurs, il partit filmer la Polynésie, la Nouvelle-Zélande, l’Australie, Java, Singapour, le Cambodge, et, pour finir, le Japon. Durant cette aventure transocéanique, il tourna 64 films, des documentaires ainsi que des fictions, dont la plupart sont considérés comme perdus. Certains de ces films furent parmi les premières fictions jamais tournées avec des Tahitiens, des Maoris, des Aborigènes, des Malais ou des Cambodgiens, leur donnant ainsi leurs premiers rôles de fiction à l’écran. Du Japon, Gaston Méliès rentra en France, où il mourut peu de temps après, en 1915, tombant rapidement dans l’oubli alors que le monde sombrait dans la Première Guerre mondiale. Ce documentaire revenant, cent ans après, sur le parcours de ce pionnier des dernières années du cinéma des premiers temps, permet de lui rendre hommage en redécouvrant les rares et précieuses images qui ont survécu de son périple unique en son genre, tout en s’interrogeant sur des questions de représentation et d’altérité.

## Fiche technique
- Titre original : Le Voyage cinématographique de Gaston Méliès dans les mers du Sud et en Extrême-Orient
- Titre international :  Gaston Méliès and His Wandering Star Film Company
- Réalisation : Raphaël Millet
- Scénario : Raphaël Millet
- Musique : Teo Wei Yong
- Direction de la photographie : Julien Selleron
- Montage : Bertrand Amiot
- Montage son : Jocelyn Robert
- Production : Olivier Bohler
- Sociétés de production : Nocturnes Productions, Phish Communications
- Pays de production :  France,  Singapour
- Genre : documentaire
- Durée : 60 minutes

## Production
Le Voyage cinématographique de Gaston Méliès dans les mers du Sud et en Extrême-Orient est une coproduction franco-singapourienne entre Nocturnes Productions et Phish Communications, en partenariat avec la Cinémathèque française, Air France et Angénieux. Le film a obtenu le soutien financier du CNC via le COSIP et du Fonds Pacifique, ainsi que la participation de la chaîne Ciné+.

## Diffusion
Le Voyage cinématographique de Gaston Méliès dans les mers du Sud et en Extrême-Orient  a été projeté en première mondiale au Festival du film muet de Pordenone (Italie) le 9 octobre 2015. Il a ensuite été projeté en ouverture du Festival international du film du Cambodge le 4 décembre 2015, puis au Festival international du film de Singapour le 5 décembre 2015, le 10 décembre 2015 au Festival du film documentaire de Yogyakarta (Indonésie), le 26 janvier 2016 au Festival 2morrow à Moscou (Russie).
À Singapour, le film a été classé NC16 (interdit aux moins de seize ans) par la Media Development Authority.
Le film a été diffusé en France à partir du 13 février 2016 par la chaîne Ciné+.